# 지수귀문도
지수귀문도(地數龜文圖, 영어: Hexagonal tortoise problem)는 최석정이 그의 저서 《구수략》에 실은 도형이다.
이것은 아홉 개의 육각형이 거북등 모양으로 연결되어 있으며, 육각형의 꼭짓점에 1부터 30까지 수를 배치하여 각 육각형을 이루는 여섯 개의 수의 합이 모두 같도록 만들어져 있다. 아래는 구수략에 실린 것으로, 육각형을 이루는 여섯 수의 합이 모두 93이 된다. 꼭짓점에 배치된 수들의 자리를 바꾸어 93이 아닌 다른 총합이 나오게 할 수도 있다. 그 합은 77부터 109까지 가능하다.
지수귀문도의 변형으로, 육각형 네 개가 마름모 꼴을 이루어 꼭짓점에 1부터 16까지의 수를 채우는 모양도 생각할 수 있다. 이 경우 합은 40부터 62까지 가능하며, 모두 687,851,136개가 존재한다.
육각형 세 개가 삼각형 꼴을 이룬 13꼭지의 경우 합이 34부터 50까지, 육각형 여섯 개가 삼각형 꼴을 이룬 22꼭지의 경우 합이 57부터 71까지, 육각형 열 개가 삼각형 꼴을 이룬 33꼭지의 경우 합이 83부터 121까지, 육각형 일곱 개가 정육각형을 이룬 24꼭지의 경우 65부터 85까지, 육각형 열아홉 개가 정육각형을 이룬 54꼭지의 경우 140부터 190까지 가능하다.